# Nuklearna tehnologija
Nuklearna tehnologija primenjuje nuklearne reakcije atomskih jezgara. Među zapaženim nuklearnim tehnologijama su nuklearni reaktori, nuklearna medicina i nuklearno oružje. Ova tehnologija se takođe koristi, između ostalog, u detektorima dima i puščanim nišanima.

## Istorija i naučna pozadina

### Otkriće
Velika većina uobičajenih, prirodnih pojava na Zemlji uključuje samo gravitaciju i elektromagnetizam, a ne nuklearne reakcije. To je zato što se atomska jezgra uglavnom drže odvojenо, jer sadrže pozitivne električne naboje i stoga se odbijaju.
Godine 1896, Anri Bekerel je istraživao fosforescentnost uranijumovih soli kada je otkrio novi fenomen koji je nazvan radioaktivnost. On, Pjer Kiri i Marija Kiri započeli su sа istraživanjem fenomena. U procesu su izolovali element radijum, koji je visoko radioaktivan. Oni su otkrili da radioaktivni materijali proizvode intenzivne, prodorne zrake tri različita tipa koje su označili sa alfa, beta i gama po prva tri grčka slova. Neka od ovih vrsta zračenja mogu proći kroz običnu materiju, a sva mogu biti štetna u velikim količinama. Svi rani istraživači dobili su razne radijacione opekotine, nalik na opekotine od sunčanja, mada nisu obraćali puno pažnje na to.
Novi fenomen radioaktivnosti preuzeli su proizvođači nadrilekarskih preparata (kao što su ranije činili sa otkrićima struje i magnetizma), a predstavljeni su i brojni patentni lekovi i lekovi koji uključuju radioaktivnost. Postepeno se shvatilo da je radijacija proizvedena radioaktivnim raspadom jonizujuće zračenje i da čak i količine koje su premale da izazovu opekotine mogu predstavljati ozbiljnu dugoročnu opasnost. Mnogi naučnici koji su radili na radioaktivnosti umrli su od raka usled izloženosti. Radioaktivni patentni lekovi su uglavnom nestali, ali niz drugih primena radioaktivnih materijala se zadržao, poput primene radijumovih soli za proizvodnju svetlećih brojčanika na brojilima.
Kako se povećavalo poznavanje atoma, priroda radioaktivnosti postala je jasnija. Neka veća atomska jezgra su nestabilna i stoga se raspadaju (oslobađajuću materiju ili energiju) nakon randomnog intervala. Tri oblika zračenja koje su Bekerel i Kirijevi otkrili takođe su potpunije shvaćeni. Alfa raspad se javlja kada jezgro oslobađa alfa česticu, koja se sastoji od dva protona i dva neutrona, što je ekvivalentno helijumskom jezgru. Beta raspad predstavlja oslobađanje beta čestica, visoko-energetskog elektrona. Gama raspadom se oslobađa gama zračenje, koje za razliku od alfa i beta zračenja nije materija, već elektromagnetno zračenje veoma visoke frekvencije, a samim tim i energije. Ova vrsta zračenja je najopasnija i najteže se blokira. Sve tri vrste zračenja javljaju se prirodno u izvesnim elementima.
Takođe je postalo jasno da je krajnji izvor većine zemaljske energije nuklearan, bilo zračenjem sa Sunca izazvanim zvezdanim termonuklearnim reakcijama ili radioaktivnim raspadanjem uranijuma u Zemlji, glavnom izvoru geotermalne energije.

### Nuklearna fisija
U prirodnom nuklearnom zračenju nusprodukti su veoma mali u poređenju sa jezgrama iz kojih potiču. Nuklearna fisija je proces cepanja jezgra u približno jednake delove i oslobađanje energije i neutrona u tom procesu. Ako ove neutrone zarobi neko drugo nestabilno jezgro, ono se takođe može rascepiti, što dovodi do lančane reakcije. Prosečan broj neutrona koji se oslobađa po jezgru koji učestvuje u deljenju drugog jezgra označava se sa k. Vrednosti k veće od 1 znače da reakcija fisije oslobađa više neutrona nego što ih apsorbuje, te se stoga naziva samoodrživom lančanom reakcijom. Masa fizibilnog materijala koja je dovoljno velika (i u odgovarajućoj konfiguraciji) da indukuje samoodržavajuću lančanu reakciju naziva se kritičnom masom.
Kada je neutron zarobljen odgovarajućim nukleusom, može se dogoditi fisija odmah ili će jezgro kratko vreme postojati u nestabilnom stanju. Ako postoji dovoljno trenutnih raspada da se nastavi lančana reakcija, kaže da je masa brzo kritična, a oslobađanje energije će rasti brzo i nekontrolisano, što obično dovodi do eksplozije. Kada je to otkriveno uoči Drugog svetskog rata, ovaj uvid je podstakao više zemalja da pokrenu programe istraživanja mogućnosti konstrukcije atomske bombe - oružja koje koristi reakcije fisije da bi oslobodilo daleko više energije nego što bi se moglo osloboditi hemijskim eksplozivima. Projekat Menhetn, koji su SAD vodile uz pomoć Ujedinjenog Kraljevstva i Kanade, razvio je višestruka fisiona oružja koja su korištena protiv Japana 1945. u Hirošimi i Nagasakiju. Tokom projekta su razvijeni i prvi fisioni reaktori, iako su oni prvenstveno bili za proizvodnju oružja i nisu proizvodili električnu energiju.
Godine 1951. prva nuklearna fisiona elektrana je proizvela električnu struju u Eksperimentalnom uzgajivačkom reaktoru br. 1 (EBR-1), u Arku, Ajdaho, čime je započelo „atomsko doba”, karakterisano intenzivnijom upotrebom nuklearne energije. Ako je masa kritična samo kada su uključeni zadržani neutroni, tada se reakcija može kontrolisati, na primer uvođenjem ili uklanjanjem neutronskih apsorbera. To omogućava izgradnju nuklearnih reaktora. Brzi neutroni se ne mogu lako zarobiti jezgrama. Oni se moraju usporiti (spori neutroni), uglavnom sudaranjem sa jezgrima neutronskog moderatora, pre nego što mogu da budu lako zarobljeni. Danas se ova vrsta fisije široko koristi za proizvodnju električne energije.

### Nuklearna fuzija
Ako su jezgra prisiljena da se sudaraju, ona mogu podleći nuklearnoj fuziji. Ovaj proces može da oslobodi ili apsorbuje energiju. Kada je dobijeno jezgro lakše od gvožđa, energija se normalno oslobađa; kada je jezgro teže od gvožđa, energija se generalno apsorbuje. Proces fuzije se odvija u zvezdama, koje svoju energiju dobijaju iz vodonika i helijuma. One formiraju, putem zvezdane nukleosinteze, lake elemente (litijum do kalcijuma), kao i neke od teških elemenata (izvan gvožđa i nikla, putem S-procesa). Preostalo izobilje teških elemenata, od nikla do uranijuma i izvan, nastaje putem nukleosinteze supernove, R-procesa.
Ovi prirodni procesi astrofizike nisu primeri nuklearne „tehnologije”. Zbog vrlo jakog odbijanja jezgara, fuziju je teško postići na kontrolisan način. Vodonične bombe dobijaju svoju ogromnu destruktivnu snagu od fuzije, ali njihovu energiju nije moguće kontrolisati. Kontrolirana fuzija se postiže u akceleratorima čestica, koji su korišteni za formiranje sintetičkih elemenata. Fuzor takođe može da proizvodi kontrolisanu fuziju i koristan je izvor neutrona. Međutim, oba ova uređaja rade sa neto gubitkom energije. Kontrolirana, održiva fuzijska snaga pokazala se nedosežnom, uprkos povremenim prevarama. Tehničke i teorijske poteškoće omele su razvoj funkcionalne civilne tehnologije fuzije, mada se istraživanja i danas nastavljaju širom sveta.
Nuklearna fuzija je inicijalno istraživana samo u teorijskom okviru tokom Drugog svetskog rata, kada su je naučnici na Projektu Menhetn (koji je vodio Edvard Teler) istraživali kao metodu za izgradnju bombe. Taj projekt je napustio fuziju nakon što se došlo do zaključka da će za detonaciju biti potrebna reakcija fisije. Do 1952. godine, detonirana je prva potpuna vodonična bomba, tako nazvana jer je koristila reakcije između deuterijuma i tricijuma. Fuzijske reakcije su mnogo energičnije po jedinici mase goriva od reakcija fisije, ali je pokretanje fuzijske lančane reakcije mnogo teže.

## Nuklearna oružja
Nuklearno oružje je eksplozivna naprava koja svoju destruktivnu silu izvodi iz nuklearnih reakcija, bilo od fisije, bilo od kombinacije fisije i fuzije. Obe reakcije oslobađaju ogromne količine energije iz relativno male količine materije. Čak i mali nuklearni uređaji mogu devastirati grad eksplozijom, vatrom i zračenjem. Nuklearno oružje se smatra oružjem za masovno uništenje, i njegova upotreba i kontrola bili su glavni aspekt međunarodne politike od njihovog nastanka.
Dizajn nuklearnog oružja je složeniji nego što se možda čini. Takvo oružje mora da sadrži jednu ili više potkritičnih fizibilnih masa stabilnim za primenu, a zatim da indukuje kritičnost (kreira kritičnu masu) za detonaciju. Takođe je prilično teško da se osigura da takva lančana reakcija potroši značajan deo goriva pre nego što se uređaj rasprsne. Nabavka nuclear fuelnuklearnog goriva je takođe teža nego što se možda čini, jer se dovoljno nestabilne materije za ovaj proces trenutno ne nalaze prirodno na Zemlji u odgovarajućim količinama.
Jedan izotop uranijuma, uranijum-235, je prirodno i dovoljno nestabilan, ali se uvek nalazi pomešan sa stabilnijim izotopom urana-238. Poslednji čini više od 99% mase prirodnog uranijuma. Zbog toga se mora primeniti neki oblik razdvajanja izotopa zasnovan na težini tri neutrona kako bi se obogatio (izolovao) uranijum-235.
Alternativno, element plutonijum poseduje izotop koji je dovoljno nestabilan za ovaj process da bude upotrebljiv. Zemaljski plutonijum trenutno se prirodno ne pojavljuje u dovoljnim količinama za takvu upotrebu, te se mora proizvesti u nuklearnom reaktoru.

## Literatura
- Bethe, Hans Albrecht. The Road from Los Alamos. New York: Simon and Schuster, 1991.  0-671-74012-1
- DeVolpi, Alexander, Minkov, Vladimir E., Simonenko, Vadim A., and Stanford, George S. Nuclear Shadowboxing: Contemporary Threats from Cold War Weaponry.. Fidlar Doubleday, 2004 (Two volumes, both accessible on Google Book Search) (Content of both volumes is now available in the 2009 trilogy by Alexander DeVolpi: Nuclear Insights: The Cold War Legacy)
- Glasstone, Samuel and Dolan, Philip J. The Effects of Nuclear Weapons (third edition). Архивирано из оригинала 04. 02. 2005. г. Приступљено 25. 06. 2020. Washington, D.C.: U.S. Government Printing Office, „Available online (PDF).”. 1977. Архивирано из оригинала 27. 02. 2009. г. Приступљено 25. 06. 2020.
- NATO Handbook on the Medical Aspects of NBC Defensive Operations (Part I – Nuclear). Departments of the Army, Navy, and Air Force: Washington, D.C., 1996
- Hansen, Chuck. U.S. Nuclear Weapons: The Secret History. Arlington, TX: Aerofax, 1988
- Hansen, Chuck, "Swords of Armageddon: U.S. nuclear weapons development since 1945" (CD-ROM & download available). PDF. 2,600 pages, Sunnyvale, California, Chucklea Publications, 1995, 2007.  978-0-9791915-0-3 (2nd Ed.)
- Holloway, David (1994). Stalin and the Bomb. New Haven: Yale University Press. ISBN 0-300-06056-4., 1994.
- The Manhattan Engineer District, "The Atomic Bombings of Hiroshima and Nagasaki" (1946)
- (језик: француски) Jean-Hugues Oppel, Réveillez le président, Éditions Payot et rivages, 2007 ( 978-2-7436-1630-4). The book is a fiction about the nuclear weapons of France; the book also contains about ten chapters on true historical incidents involving nuclear weapons and strategy.
- Smyth, Henry DeWolf. Atomic Energy for Military Purposes. Princeton, NJ: Princeton University Press, 1945. (Smyth Report – the first declassified report by the US government on nuclear weapons)
- „The Effects of Nuclear War”. 1979. Архивирано из оригинала 18. 04. 2015. г. Приступљено 25. 06. 2020.. Office of Technology Assessment, May
- Rhodes, Richard. Dark Sun: The Making of the Hydrogen Bomb. New York: Simon and Schuster, 1995.  0-684-82414-0
- Rhodes, Richard. The Making of the Atomic Bomb. New York: Simon and Schuster, 1986  0-684-81378-5
- Shultz, George P. and Goodby, James E. The War that Must Never be Fought, Hoover Press, 2015,  978-0-8179-1845-3.
- Weart, Spencer R. Nuclear Fear: A History of Images. Cambridge, Massachusetts: Harvard University Press, 1988.  0-674-62836-5
- Weart, Spencer R. The Rise of Nuclear Fear. Cambridge, Massachusetts: Harvard University Press, 2012.  0-674-05233-1
- Laura Grego and David Wright, "Broken Shield:  Missiles designed to destroy incoming nuclear warheads fail frequently in tests and could increase global risk of mass destruction", Scientific American, vol. 320, no. no. 6 (June 2019), pp. 62–67.  "Current U.S. missile defense plans are being driven largely by technology, politics and fear.  Missile defenses will not allow us to escape our vulnerability to nuclear weapons.  Instead large-scale developments will create barriers to taking real steps toward reducing nuclear risks—by blocking further cuts in nuclear arsenals and potentially spurring new deployments."  (p. 67.)
- Michael T. Klare, „Missile Mania: The death of the INF [Intermediate-Range Nuclear Forces] Treaty [of 1987] has escalated the arms race”. The Nation. 309 (6). (23 September 2019), p. 4.
- Moniz, Ernest J., and Sam Nunn, „The Return of Doomsday: The New Nuclear Arms Race – and How Washington and Moscow Can Stop It”. Foreign Affairs. 98 (5): 150—161. September / October 2019. Проверите вредност парамет(а)ра за датум: |date= (помоћ) Former U.S. Secretary of Energy Ernest Moniz and former U.S. Senator Sam Nunn write that "the old [strategic] equilibrium" between the United States and Russia has been "destabilized" by "clashing national interests, insufficient dialogue, eroding arms control structures, advanced missile systems, and new cyberweapons... Unless Washington and Moscow confront these problems now, a major international conflict or nuclear escalation is disturbingly plausible—perhaps even likely." (p. 161.)
- Thomas Powers, "The Nuclear Worrier" (review of Daniel Ellsberg, The Doomsday Machine: Confessions of a Nuclear War Planner, New York, Bloomsbury, 2017,  9781608196708, 420 pp.), The New York Review of Books, vol. LXV, no. 1 (18 January 2018), pp. 13–15.
- Eric Schlosser, Command and Control: Nuclear Weapons, the Damascus Accident, and the Illusion of Safety, Penguin Press, 2013,  1594202273.
- Schull, William J. (12. 5. 1998). „The somatic effects of exposure to atomic radiation: The Japanese experience, 1947–1997”. Proceedings of the National Academy of Sciences of the United States of America. 95 (10): 5437—5441. PMC 33859 . PMID 9576900. doi:10.1073/pnas.95.10.5437.

## Spoljašnje veze
- „Frequently Asked Questions #1”. Radiation Effects Research Foundation. Архивирано из оригинала 19. 9. 2007. г. Приступљено 18. 9. 2007.